# Kvintni krug
U teoriji glazbe to je grafički prikaz odnosa 12 tonova kromatske ljestvice i odgovarajućih im predznaka za durske i molske ljestvice, na način da krug slijedi uzastopni porast njihovih predznaka (povisilica i snizilica).
Kvintni krug je slijed tonova ili tonaliteta, prikazan kružno, tako da je svaki ton viši od prethodnog za sedam polutonova.
Svaki sljedeći tonalitet u smjeru kazaljke na satu ima jednu povisilicu više od prethodnog tonaliteta.
Svaki sljedeći tonalitet u suprotnom smjeru ima jednu snizilicu više od prethodnog tonaliteta.
Durska ljestvica C i molska ljestvica A nemaju nijedan predznak. To znači da broj povisilica ili snizilica treba računati od C kada je u pitanju durski tonalitet, a od A kada je u pitanju molski tonalitet.